# Gracixalus lumarius
Gracixalus lumarius es una especie de anfibio anuro de la familia Rhacophoridae.

## Distribución geográfica
Esta especie es endémica de la provincia de Kon Tum en Vietnam. Se encuentra por encima de los 1700 m sobre el nivel del mar.

## Descripción
Gracixalus lumarius mide de 39 a 41 mm para los machos y 36 mm para las hembras.

## Etimología
El nombre específico lumarius proviene del latín lumarius, que significa las espinas, en referencia a los tubérculos cónicos que cubren la parte posterior de esta especie.

## Publicación original
- Rowley, Le, Dau, Hoang & Cao, 2014 : A striking new species of phytotelm-breeding tree frog (Anura: Rhacophoridae) from central Vietnam. Zootaxa, n.º 3785, p. 25–37[4]